# پروول (مریلند)
پروول (به انگلیسی: Parole) شهری در ایالت مریلند کشور ایالات متحده آمریکا است که جمعیت آن در سرشماری سال ۲۰۱۰ میلادی، ۱۵٬۹۲۲ نفر بوده‌است.